# 1413
Пізнє Середньовіччя •  Відродження •  Реконкіста •  Ганза •  Столітня війна •  Велика схизма

## Геополітична ситуація
Османську державу очолив Мехмед I (до 1421). Імператором Візантії є Мануїл II Палеолог (до 1425), а королем Німеччини Сигізмунд I Люксембург (до 1437). У Франції править Карл VI Божевільний (до 1422).
Апеннінський півострів розділений: північ належить Священній Римській імперії, середню частину займає Папська область, південь належить Неаполітанському королівству. Деякі міста півночі: Венеція, Флоренція, Генуя тощо, мають статус міст-республік.
Майже весь Піренейський півострів займають християнські Кастилія і Леон, де править Хуан II (до 1454), Арагонське королівство на чолі з Фердинандом I (до 1416) та Португалія, де королює Жуан I Великий (до 1433). Під владою маврів залишилися тільки землі на самому півдні.
Генріх V став королем Англії (до 1422). У Кальмарській унії (Норвегії, Данії та Швеції) королює Ерік Померанський. В Угорщині править Сигізмунд I Люксембург (до 1437). Королем польсько-литовської держави є Владислав II Ягайло (до 1434). У Великому князівстві Литовському княжить Вітовт.
Частина руських земель перебуває під владою Золотої Орди. Галичина входить до складу Польщі. Волинь належить Великому князівству Литовському. Московське князівство очолює Василь I.
На заході євразійських степів править Золота Орда. У Єгипті панують мамлюки, а Мариніди — у Магрибі. У Китаї править династії Мін. Значними державами Індостану є Делійський султанат, Бахмані, Віджаянагара. В Японії триває період Муроматі.
Цивілізація майя переживає посткласичний період. У долині Мехіко склалася цивілізація ацтеків. Почала зароджуватися цивілізація інків.

## Події
- Городельська унія між Польщею та Литвою підтвердила статус Великого князівства Литовського, Руського та Жемайтійського як окремої незалежної держави.
- Королем Англії став Генріх V.
- У Парижі відбувся бунт кабош'єнів проти арманьяків. Проте арманьяки захопили місто й припинили безпорядки.
- Король Неаполя Владислав захопив Рим, змусивши антипапу Івана XXIII втекти з міста.
- Оголошено скликання Костанцького собору для подолання Західної схизми.
- Теологічний факультет Карлового університету засудив Яна Гуса як єретика.
- Мехмед I став султаном османської держави, перемігши в боротьбі за владу своїх братів.
- У Малій Азії почалося повстання на чолі з Бедраддіном Сімавіаоглу.
- В Делійському султанаті править династія Туґлак.